# Бозел (Горња Гарона)
Бозел (фр. Beauzelle) насеље је и општина у јужној Француској у региону Миди Пирене, у департману Горња Гарона која припада префектури Тулуз.
По подацима из 2011. године у општини је живело 5.329 становника, а густина насељености је износила 1205,66 становника/km². Општина се простире на површини од 4,42 km². Налази се на средњој надморској висини од 125 метара (максималној 145 m, а минималној 115 m).

## Демографија
| 1962. | 1968. | 1975. | 1982. | 1990. | 1999. | 2011. |
| ----- | ----- | ----- | ----- | ----- | ----- | ----- |
| 379   | 623   | 2.736 | 3.573 | 5.405 | 5.376 | 5.329 |

График промене броја становника у току последњих година